# Dolores Silva
Dolores Silva (Portugal, 7 de agosto de 1991) é uma futebolista portuguesa que atua como média.
Atualmente (2017), joga pelo SC Braga, clube sediado na cidade de Braga em Portugal. Fez a sua primeira internacionalização em 2007, fazendo atualmente (2017) parte da Seleção Portuguesa de Futebol Feminino.

## Títulos
- Campeonato Nacional de Futebol Feminino – 2006/07, 2007/08, 2008/09, 2009/10, 2010/11
- Taça de Portugal de Futebol Feminino - 2006/07, 2007/08, 2009/10, 2010/11